# Szerednyey Béla
Szerednyey Béla (egyes forrásokban Szerednyei) (Budapest, 1958. február 22. –) Jászai Mari-díjas magyar színész, rendező, érdemes és kiváló művész.

## Életpályája
A Színház- és Filmművészeti Főiskolát 1981-ben végezte el, majd a Madách Színház tagja lett. 2022-ig játszott a teátrumban, amikor visszaadta meglévő szerepeit. Később rendszeresen szerepelt a Játékszín és a kecskeméti Katona József Színház előadásaiban.
Unokaöccse Tiszeker Dániel filmrendező.

## Fontosabb szerepei
- Krlea: Terézvárosi garnizon (Vatanabe admirális)
- Shakespeare: Vízkereszt, vagy amit akartok (Keszeg)
- Shakespeare: Hamlet (Claudius)
- Görgey Gábor :Komámasszony, hol a stukker (Müller)
- Müller-Tolcsvay-Bródy: Doktor Herz (Olivér)
- Webber-Eliot: Macskák (Mitchell Rumli)
- Tolcsvay-Müller-Müller: Mária evangéliuma (Heródes)
- Kander-Ebb: Kabaré (Max)
- Schönthan-Kellér: A szabin nők elrablása (Szilvásy Béla)
- Simon: Ölelj át! (Leo)
- Molnár Ferenc: Riviera (Misch)
- Molnár-Kocsák-Miklós: A vörös malom (Malacoda)
- Ray Cooney-Chapman: Ne most, drágám (Arnold Crouch)
- Ray Cooney: Páratlan Páros 1, 2
- Marriott-Fott: Csak semmi szexet, angolok vagyunk! (Brian Runnicles)
- Kocsák-Tábori-Miklós: Utazás (Robi)
- Sondheim: Egy nyári éj mosolya (Carl-Magnus Malcolm gróf)
- Conney: Nem ér a nevem (Nornan Bassett)
- Bart: Oliver (Fagin)
- Simon: Pletyka (Lenny Ganz)
- Brian Friel: Húsz év után (Andrej Prozorov)
- Boubil-Schönberg-Kretzmer: Nyomorultak (Thenerdier)
- Donald Margulies: Vacsora négyesben (Tom)
- Molnár Ferenc: Egy, kettő, három (Antal)
- Molnár Ferenc: Az Ibolya (Zeneszerző)
- Spamalot
- Webber: Az Operaház Fantomja - Monsieur André
- Cooney-Hilton: 1x3 néha 4 avagy Egyszerháromnéhanégy - Charlie
- Rice-Webber: Jézus Krisztus Szupersztár - Heródes
- Disney-Cameron Mackintosh: Mary Poppins - George Banks
- Buchan-Hitchcock-Barlow: 39 lépcső - több szerep
- Brooks-Meehan: Producerek: Max Bialystock
- Terry Johnson: Diploma előtt - Mr. Braddock

## Rendezései
- Kocsák-Miklós: Anna Karenina
- Peter Shaffer: Black Comedy
- Tolcsvay-Müller-Bródy: Doktor Herz
- Terry Johnson: Diploma előtt
- Topolcsányi Laura: A medve nem játék!

## Filmjei

### Játékfilmek
- Tegnapelőtt (1981) – Muha Berci
- Csak semmi pánik (1982) – Bigyusz
- Az élet muzsikája – Kálmán Imre (1984)
- A Morel fiú (1999) – Mr. Bin, menedzser
- Egy szoknya, egy nadrág (2005) – Zsiga
- Kútfejek (2006) – Ödön
- Egy bolond százat csinál (2006) – Dömötör főnöke
- Igazából apa (2010) – Szálloda menedzser
- Zimmer Feri 2. (2010) – Berzence
- Nagykarácsony (2021) – Gyula
- Most vagy soha! (2024) – Landerer Lajos

### Tévéfilmek
- Látástól vakulásig (1978)
- A fekete rózsa (1980)
- Szerelmem, Elektra (1980)
- A Mi Ügyünk, avagy az utolsó hazai maffia hiteles története (1980) – határőr
- Az a szép, fényes nap (1981) – A borbély
- A 78-as körzet (1982)
- Glória (1982)
- Rohamsisakos Madonna (1982)
- Mint oldott kéve 1–7. (1983)
- Linda (1983) – Emődi Tamás
- Különös házasság 1-4. (1984)
- A fantasztikus nagynéni 1-2. (1986)
- Orrom krumpli, hajam kóc! (1988) Rezső
- Angyalbőrben (1990) – Rabó
- Uborka (1992)
- 40 millió (1994)
- A körtvélyesi csíny (1995)
- Pasik! (2000) – Béla, Sanyi öccse
- Linda (2001) – Tomi
- Sok jó ember (2002) - Rezső Szmodics
- Szerencsi, fel! (2004)
- Bajor-show (2004)
- Gálvölgyi Show (2006)
- Barátok közt (2006 / 2021) -  Mátyus  Ede / Frigyes / Király Egon
- Egynyári kaland (2015–2019) – Barnabás
- 200 első randi (2018–2019) - Géza[4]
- Jóban Rosszban (2020) – Béla tiszteletes
- Pepe (2022) – Zamencsik

### Szinkron
- 1970: Kelly hősei - Job (Tom Troupe) magyar hangja
- 1971: Az új rózsaszín párduc show 1-2. - (1. szinkron, 1986) Hangyász magyar hangja
- 1980: Nils Holgersson csodálatos utazása a vadludakkal (1. szinkron, 1987-1988) – Nils Holgersson magyar hangja
- 1981: Hupikék törpikék (1981-rajzfilmsorozat) – Tréfi magyar hangja
- 1987: Kacsamesék - további szereplő
- 1990: Kacsamesék: Az elveszett lámpa kincse - Dijon magyar hangja
- 1997: Boci és Pipi – Pipi magyar hangja
- 1997: Én vagyok Menyus – Bambula magyar hangja
- 1989: Váratlan utazás – (2. szinkron) Pierre Lapierre  magyar hangja
- 2001: Lantana – Szövevény (2001 ausztrál thriller-dráma) - Leon Zat nyomozó hangja

## Díjai, elismerései
- Jászai Mari-díj (1998)
- Greguss-díj (1998)
- Magyar Toleranciadíj (2011)
- Területi Prima díj[5] (2011)
- A Magyar Érdemrend tisztikeresztje (2012)
- Érdemes művész (2014)
- Kiváló művész (2021)